# Ditiotreitol
Ditiotreitol (DTT, Clelands reagens) är en tiolerad sockeralkohol som används som reduktionsmedel inom biokemi för att bryta svavelbryggor i proteiner vid analys, för att skydda tiolerade nukleinsyror från att dimerisera genom bildning av svavelbryggor och för att skydda oxidationskänsliga enzymer.
Vid oxidation erhålls en intramolekylär svavelbrygga vilket resulterar i en stabil sexring. Stabiliteten hos denna ringstruktur bidrar till att göra DTT till ett mycket starkt reduktionsmedel.

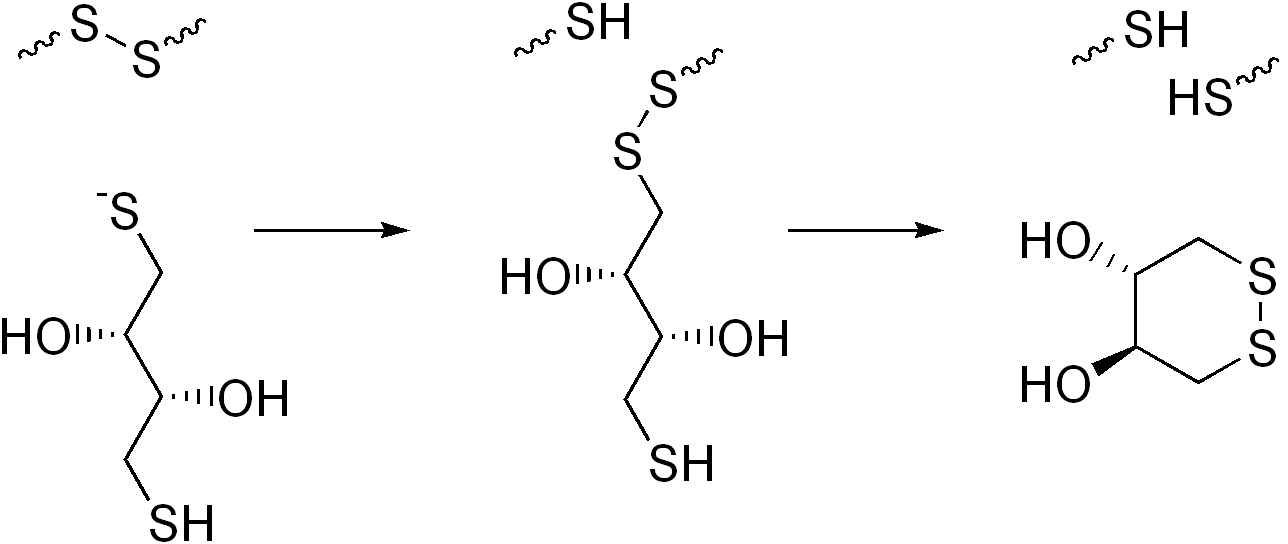
Reduktion av en disulfidbrygga med DTT i två tiol-disulfid-utbytesreaktioner.

En fördel i biokemi är att varken substansen själv eller dess oxidationsprodukt är flyktiga eller illaluktande så som β-merkaptoetanol, vilken används för liknande ändamål, och att de inte har någon tendens att inverka på biokemiska reaktioner annat än att skydda oxidationskänsliga biokemiska substanser.
Substansen är irriterande med farokoderna R38 Hudirriterande och R41 Risk för allvarlig ögonskada.
Ditiotreitol har en stereoisomer, ditioerytritol (DTE) med liknande egenskaper.